# Unterseeboot 550
L’Unterseeboot 550 (ou U-550) est un sous-marin allemand utilisé par la Kriegsmarine pendant la Seconde Guerre mondiale.

## Historique
Après sa formation à Stettin dans la 4. Unterseebootsflottille jusqu'au 31 janvier 1944, l'U-550 est affecté à une unité de combat à la base sous-marine de Lorient dans la 10. Unterseebootsflottille.
Lors de son unique patrouille, l'U-550 subit une attaque aérienne le 22 février 1944 par un hydravion britannique Consolidated PBY Catalina de l'escadrille RCAF Sqdn 162/S qui le mitraille puis lui lance quatre charges de profondeur. 
Deux hommes d'équipage meurent dans cette attaque.
L'U-550 est coulé le 16 avril 1944 dans l'Atlantique Nord à l'est de New York (après avoir coulé le tanker américain Pan Pennsylvania pour un bilan de 11 017 tonneaux coulés, de 25 morts et laissant 56 survivants) à la position géographique de 40° 09′ N, 69° 44′ O par des charges de profondeur et par des coups de canon tirés par les destroyers américains USS Gandy, USS Joyce et USS Peterson.

44 des 56 membres de l'équipage meurent dans cette attaque.

## Affectations successives
- 4. Unterseebootsflottille du 28 juillet 1943 au 31 janvier 1944
- 10. Unterseebootsflottille du 1er février 1944 au 16 avril 1944

## Commandement
- Kapitänleutnant Klaus Hänert du 28 juillet 1943 au 31 janvier 1944

## Navire coulé
L'U-550 a coulé le pétrolier de type T3-S-BF1 de 11 017 tonneaux Pan Pennsylvania (le 16 avril 1944) au cours de l'unique patrouille qu'il effectua.

## Sources
- U-550 sur Uboat.net